# 福田輝久
福田 輝久（ふくだ てるひさ、1949年12月24日 - ）は日本の尺八奏者。

## 来歴・人物
長野県に生まれる。尺八を中村梅山、宮田耕八朗の両氏に師事。伝統邦楽や尺八古典本曲はもとより現代音楽の分野にも多くの情熱をそそいでおり、丹波明を始めとした国内外の多数の現代音楽作曲家との活動を行う。

## 作品
- 楽音樹（コジマ録音）
- 十方印證•香讚（上海音乐出版社、上海文艺音像电子出版社）
- Ecole Kinko (OCORA Radio France)
- Shakuhachi Banquet(North Pacific Music)
- Esprits AnimauxⅡ(ALM Records)
- Esprits Animaux(ALM Records)
- 尺八の芸術(ALM Records)

## 出演作品
- 哀歌（吉崎克彦）
- 風にきけ（吉崎克彦）
- 祈詩REN・MEN（吉崎克彦）
- 童夢（吉崎克彦）
- 祭花（吉崎克彦）
- 妖精（吉崎克彦）
- 時刻の砂（吉崎克彦）
- 天空の扉（吉崎克彦）

## 著書
- Shakuhachi Guide Book 日中語による尺八指南事